# 레오폴트 클레멘스 필리프 아우구스트 마리아
레오폴트 클레멘스 필리프 아우구스트 마리아(Prince Leopold Clement Philipp August Maria of Saxe-Coburg and Gotha, 1878년 7월 19일 ~ 1916년 4월 27일)는 작센코부르크고타 왕가의 왕자이다. 오스트리아-헝가리 제국의 장교이자 코하리 가(House of Koháry)의 후계자였다.

## 생애
작센코부르크고타의 페르디난도 필리프 아우구스트 마리아와 벨기에의 루이즈 마리 아말리에 사이에서 태어났다.
1907년 2월 27일, 대한제국으로부터 대훈위 금척대수장을 받았다.
1913년 빈에서 평민인 카밀라 리비카(Camilla Rybicka)와 연인이 되었으나, 사이가 틀어져 2년 후 파멸을 맞았다. 카밀라로부터 5발의 총을 맞고, 황산이 얼굴에 끼얹어졌다. 그리고 카밀라는 6번째 총탄을 그녀의 심장에 쏘았고 절명했다. 레오폴트는 눈을 잃고, 얼굴 살의 대부분을 잃은 채 앓다가 6개월 뒤 사망했다.